# Volo Deutsche Flugdienst Francoforte-Rimini
Il volo Deutsche Flugdienst Francoforte-Rimini era un volo di linea della Deutsche Flugdienst che il 31 luglio 1960, a causa di problemi ad entrambi i motori l'aereo, un Convair CV-240, fu costretto ad un atterraggio d'emergenza a solo 1 km dall'aeroporto di Rimini-Miramare, sua destinazione. Nell'atterraggio un passeggero rimase ucciso.

## L'aereo
Il CV-240-4 era un bimotore ad elica prodotto dalla statunitense Convair. Il velivolo in questione aveva effettuato il primo volo nel 1948.

## L'incidente

L'aereo dopo l'atterraggio d'emergenza. La freccia indica il finestrino rotto dal ramo che ha causato l'unica vittima dell'incidente. Da La Stampa, 2 agosto 1960

L'aereo, partito dall'Aeroporto di Düsseldorf, aveva fatto scalo a Francoforte e doveva arrivare all'aeroporto di Rimini-Miramare.
Mentre l'aereo era in fase di discesa, a circa 5.000 piedi il motore n° 1., quello di sinistra, iniziò a dare problemi e il pilota lo portò alla potenza minima ma, quando si trovava a poca distanza dall'Aeroporto di Rimini, il motore si bloccò. A 1.500 piedi. anche il motore n° 2, quello di destra, si bloccò, e l'aereo fu costretto ad un atterraggio d'emergenza a circa 1 km dall'aeroporto.
Il pilota, il trentaseienne Heinz Radke, che aveva prestato servizio nella Luftwaffe sui Me 262 durante l'ultima guerra, riesce nella manovra e l'aereo atterra in una zona agricola. Nell'impatto, l'ala destra urtò contro un albero ed un ramo dello stesso colpì, rompendolo, un finestrino, uccidendo uno dei passeggeri. Si trattava di Inge Mueller, una turista tedesca di 24 anni.
Vi furono anche tre feriti, ovvero il secondo pilota Herbert Masser, la hostess Hilde Tiedt e la passeggera Maria Hanna Schitz.
I passeggeri affermarono di non essersi accorti di nulla, e scambiarono l'atterraggio sui campi, arati di fresco, per un normale atterraggio su pista.